# Гаи-Левятинские
Гаи-Левятинские (укр. Гаї-Лев'ятинські) — село в Радивиловской городской общине Дубенского района Ровненской области Украины.
До 2020 года входило в Радивиловский район.
Население по переписи 2001 года составляло 349 человек. Почтовый индекс — 35509. Телефонный код — 3633. Код КОАТУУ — 5625886003.